# Castel Cellesi
Castel Cellesi è una frazione del comune di Bagnoregio, in provincia di Viterbo.
ll borgo si trova, non lontano dalla Toscana tra Umbria e Lazio settentrionale nella Valle del Tevere, all'interno di un vasto territorio a bassa antropizzazione, fatto di altopiani, vallate, dirupi, ruscelli, zone rurali, boschi. Conta approssimativamente 150 abitanti, di cui una trentina stranieri del nord Europa: la cifra varia giacché pochi castellani lavorano in paese, e Roma attrae per le sue possibilità lavorative, mentre diversi sono i casi di pensionati che si ritirano nel borgo acquistando un immobile a poco prezzo. Nonostante il nome, nel borgo non è presente alcun castello, ma è la disposizione stessa delle case, conchiusa in sé stessa originariamente, a dare l'idea della sua presenza.

## Geografia fisica

### Territorio

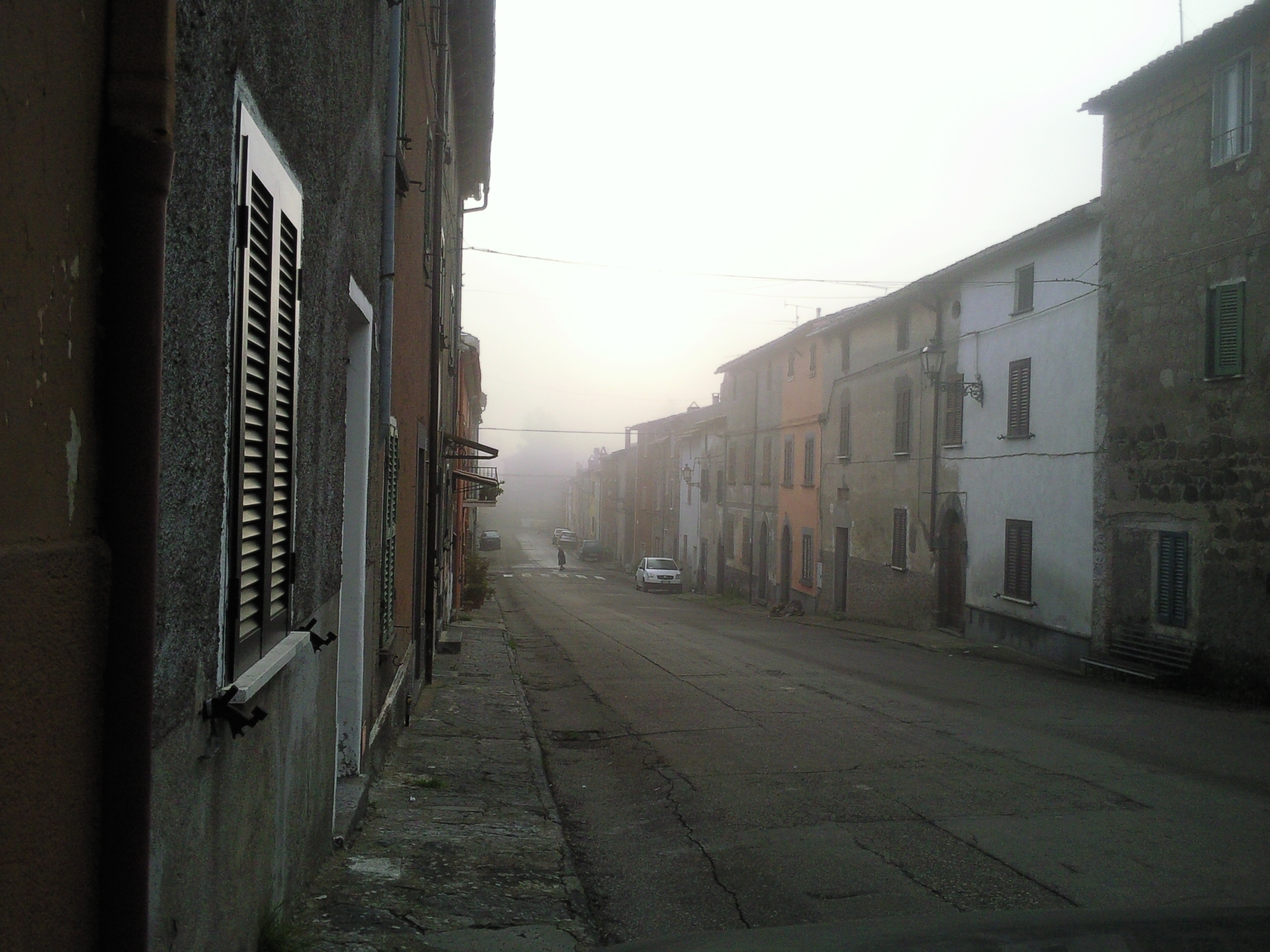
La nebbia a Castel Cellesi

Castel Cellesi sorge su uno dei bracci protesi verso il Tevere dell'altipiano attraversato dalla strada provinciale Teverina, così come Bagnoregio e Civita e, separatamente, l'altra frazione bagnorese, Vetriolo. In realtà, mentre l'altipiano rimane a 450 metri s.l.m., delimitato dal Rio Chiaro a sud e dal Rio Torbido a nord, Castel Cellesi scende a 370 metri circa, perché sorge alla fine di esso. L'unica strada attualmente percorribile la congiunge alla Teverina per un percorso di 4,5 km. La strada che, a valle, congiunge Castel Cellesi con San Michele in Teverina e Civitella d'Agliano, e dunque con il Tevere e soprattutto l'autostrada A1, è attualmente non percorribile, visto che sorge in una zona non coperta da manutenzione stradale e in parte franata: è in corso (post elezioni comunali 2009) un dibattito politico legato al costo di rifacimento.
Dal cimitero del paese è possibile vedere la media valle del Tevere, e alcuni paesi umbri del versante opposto, addossati sulla montagna.
In tale posizione, con orientamento E-S-E, equidistante dai centri di maggior rilievo, Castel Cellesi dista 10 km da Bagnoregio (VT) e 12 da Civita di Bagnoregio (VT), 15 km da Montefiascone (VT) e 25 km da Bolsena (VT).
Castel Cellesi è in una zona circondata da diversi laghi, oltre al corso del Tevere: il Lago di Bolsena e il Lago di Vico tra quelli naturali, il Lago di Corbara e il Lago di Alviano (sede di un'Oasi del WWF) tra quelli artificiali.
Classificazione sismica: zona 2b (sismicità medio-bassa)

### Clima
Castel Cellesi è innanzitutto dominata dai venti. Sorgendo ai margini di quello che può definirsi un corridoio orografico, scavato dal Tevere, ne riceve i capovolgimenti meteorologici, attenuati tuttavia dalla presenza di diversi laghi importanti. Le temperature sono mediamente 6-7 gradi centigradi inferiori a quelle di Roma e per tale ragione d'estate il villaggio si riempie di romani in cerca di refrigerio dalla forte calura estiva, fra cui anche diversi castellani emigrati nella capitale per lavoro.
Le campagne della zona presentano il tipico andamento dolce dei terreni soggetti a frequenti e persistenti precipitazioni nevose. Tuttavia, con la costruzione in epoca recente delle dighe di Corbara e di Alviano, la neve ha lasciato il posto alla nebbia, che come una marea sale dalla valle del Tevere e invade i margini dell'altipiano.
Classificazione climatica: zona E, 2279 GR/G

## Storia

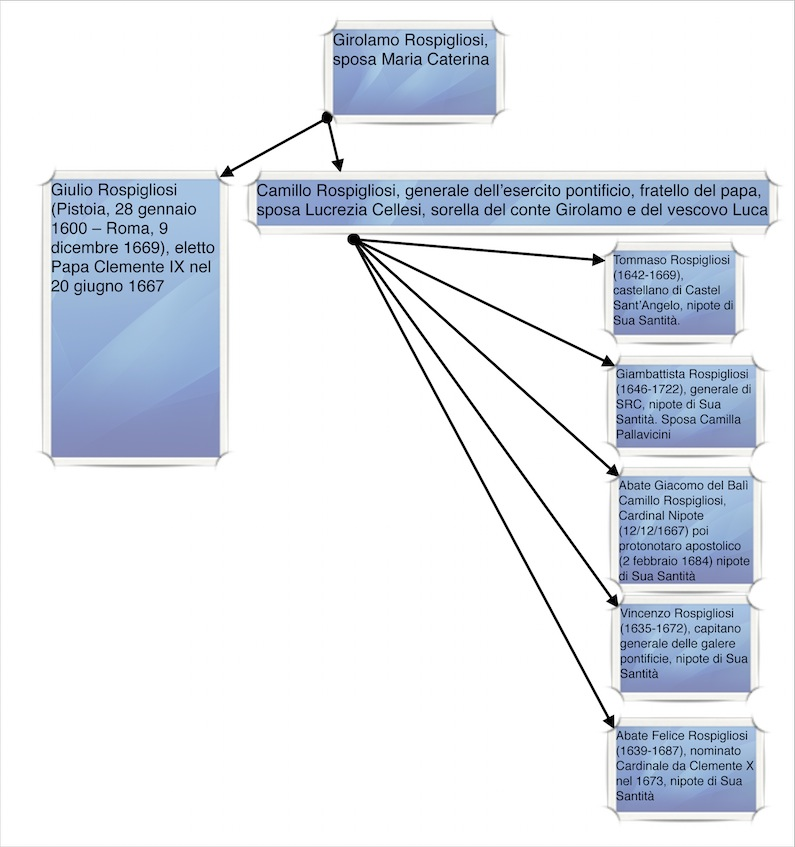
Le famiglie Rospigliosi e Cellesi all'epoca della fondazione di Castel Cellesi

Il Conte Girolamo Cellesi di Pistoia iniziò la sua edificazione intorno alla metà del Seicento su una porzione di territorio del feudo di Castel di Piero (San Michele in Teverina) acquistata dai Conti Baglioni, grazie ai chirografi di Alessandro VII (marzo 1663), con cui si autorizza la vendita dei terreni comunitativi. La cessione del terreno in feudo si avvera nel maggio 1668, previo consenso del papa Clemente IX sul quale aveva fatto pressione la sorella Lucrezia Cellesi, coniugata con Camillo Rospigliosi e dunque cognata del fratello di quest'ultimo, il papa. I Cellesi erano infatti, come i Rospigliosi con cui si erano imparentati, una famiglia di Pistoia legata da sempre alla Chiesa
Castel Cellesi era dunque una piazza chiusa, costituita dalle case dei contadini del feudo, la quale comunicava con il resto del territorio attraverso la "Porta di Sopra" (verso Bagnoregio, anticamente detta Bagnorea) e la "Porta di Sotto" (Castel Piero, attualmente San Michele in Teverina), ricavate dal muraglione che raggruppava le case.
La chiesa di San Girolamo e il Palazzo dei Conti Cellesi erano il centro del villaggio. Ma, gradualmente, altri contadini vennero e il paesino s'ingrandì verso la Valle del Tevere: una seconda piazza quadrangolare s'aggiunse alla prima, risultando poi più grande di essa, e circondata di case tutte simili fra loro, tutte sempre attaccate le une alle altre, condividendo quindi le mura portanti e costituendo, al giorno d'oggi, immobili ben più grandi e articolati a volte, mentre al di fuori non vi è traccia di tali grosse ristrutturazioni. Tuttavia, all'epoca, il Conte Cellesi aveva decretato che nessuna costruzione, eccetto quella religiosa, dovesse superare in altezza il proprio palazzo. Le case hanno cioè le stesse caratteristiche esterne: porta sulla piazza, mura di materiale povero, luci sui due lati, ecc. Inoltre, i pochi liberi, cioè non vassalli (enfiteutici), costruirono con le loro, e ulteriori, case una via rettilinea che oggigiorno precede e annuncia al visitatore il paese vero e proprio.
Successivamente il feudo è passato al primogenito Alessandro e poi al secondogenito Francesco. In seguito fu venduto al Conte Cini prima ed al Conte Tomba dopo.
Con la proclamazione del Regno d'Italia Castel Cellesi diventò Comune, ma nel 1928 fu soppresso ed annesso al comune di Bagnoregio.
Nella zona sono presenti reperti archeologici etruschi, segno che alla pari di Civita di Bagnoregio vi doveva essere un piccolo villaggio già prima della conquista romana, e vengono indicate in documenti storici diverse risorse minerarie che possono aver ulteriormente alimentato l'interscambio commerciale tra Lago di Bolsena e Valle del Tevere.

### Il Brigantaggio
Il brigantaggio viterbese di seconda metà dell'Ottocento si differenzia dai coevi maremmano e meridionale per alcuni fattori: la diffusione capillare del fenomeno, l'anonimità di molti accadimenti e la scarsezza degli anni di attività di ogni criminale. Nonostante l'odierna fama nel circondario, Castel Cellesi non può dunque essere ascritto a "covo" di briganti, o quantomeno non il solo. Il brigantaggio locale offre inoltre paralleli con i ricercati ("wanted") a lui contemporanei negli USA, a partire da Billy the Kid.
Castel Cellesi risulta essere base di partenza per una delle bravate della banda del Crudo (Niccola Porta, detto così perché nelle taverne chiedeva il vino crudo) composta oltre che dal capo da Francesco Vincenzi e Lanno Mattioli, che a Castel Cellesi avevano incontrato altri criminali e fatto insieme nuovi progetti. Ma questa fu la loro ultima "avventura" insieme: il Porta verrà definitivamente catturato, mettendo termine alla propria "carriera" criminale, e condannato a 25 anni di lavori forzati scontati per intero.
Il 20 settembre 1874 in località Sterpeti viene sequestrato Cosimo Colesanti, benestante bagnorese, da due briganti che chiesero 7 000 scudi di riscatto alla sua famiglia, tramite lettera scritta di pugno del sequestrato. Attraversando le asperità orografiche tipiche della zona, arrivarono quindi in località Madonna del Nespolo: qui il Colesanti, in cambio di una somma complessiva di 13700 lire mandata dai familiari ai rapitori, veniva nottetempo abbandonato. Gli autori del sequestro erano:
- Antonio Dobici (n. 1843, muratore, appena evaso dalla camera di custodia del Tribunale di Viterbo il 16 settembre 1874, "marciava sempre col calamaio in saccoccia per scrivere le lettere di ricatto")[11];
- Andrea Pecci (n. 1833, di Castel Cellesi, di famiglia benestante, al suo secondo reato, ma che non godeva di buona fama in paese per via della sua pessima condotta, come testimonia in uno scritto il sindaco di Castel Cellesi. Il Pecci è morto nel carcere di Soriano nel 1877);
- Martino Cocciola (n. 1833, di Castel Cellesi, pluricondannato, morto nel 1898 nella casa di reclusione di Piombino).[12]

Parte dell'incasso del sequestro fu messo in comune col Rufoloni, altro brigante viterbese, nel momento in cui Dobici e Cocciolla vi si unirono a generare "l'autunno caldo" del 1874. Accadde infatti che, terminati i soldi Colesanti fu organizzato il sequestro Gori (35 000 lire di richiesta) per cui furono battute le campagne di tutta la Teverina, da Orvieto a Montefiascone, Bagnoregio, Castiglione, Civitella d'Agliano e Castel Cellesi.
Nel settembre 1876 viene sequestrato Bernardino Cesarei di San Michele in Teverina da tre briganti. Squadre di carabinieri di Bagnoregio, Civitella d'Agliano e Celleno riuscirono a liberarlo dopo uno scontro a fuoco con i rapitori, che avevano chiesto un riscatto di 300 scudi, subito pagato dalla famiglia Cesarei. Gli autori del sequestro erano:
- Guido Saladini (n. 1850, di Castel Cellesi, celibe, contadino nullatenente, pregiudicato, arrestato nella propria dimora, condotto nel carcere mandamentale di Bagnoregio e rinchiuso nella segreta detta Purgatorio, successivamente condannato a 16 anni di lavori forzati, morto a Castel Cellesi nel 1924);
- Francesco Rosati detto Cecchetto o Ciucchetto (n. 1847, di Castel Cellesi, mendicante, pregiudicato, latitante per alcune settimane, poi costituitosi a ottobre 1876, condannato a 16 anni di lavori forzati, morto a Castel Cellesi nel 1921);
- Anastasio Pompei detto lo Storto (n. 1837, di Castel Cellesi, pregiudicato, latitante per alcune settimane, poi costituitosi a ottobre 1876, condannato a 16 anni di lavori forzati).

I tre vengono descritti dal sindaco di Castel Cellesi come nullafacenti, ubriaconi, biscazzieri, prodighi.
A partire da una lettera di richieste e minacce scritte in pessimo italiano, consegnatagli il 15 settembre 1885 e da lui subito inoltrata ai carabinieri di Celleno, Tommaso Belli, sessantenne possidente di Castel Cellesi, risulta tra i benestanti angariati dal brigante Nazzareno Ghilardelli di Civitella d'Agliano.
Un discorso a parte merita il Brigante Bracherosce, la cui vera identità rimane sconosciuta. Nella memoria popolare degli abitanti di Castel Cellesi è sempre esistito, in relazione a “Le Grotte di Bracherosce”, probabile covo e oggi punto di riferimento delle campagne circostanti Castel Cellesi. Forse, per timore, i suoi contemporanei non hanno mai associato pubblicamente, al soprannome, il suo vero nome.

### Resistenza al nazifascismo
Alberto Cozzi nato da genitori originari di Castel Cellesi, viveva a Valle Aurelia a Roma, giovane apprendista meccanico durante la resistenza al nazifascismo si unì alla formazione partigiana "Stella Rossa" partecipando a numerose azioni di sabotaggio, quando si rese conto di essere stato individuato, lasciò Roma e si spostò dai suoi parenti a Castel Cellesi, dove continuò la lotta contro i nazifascisti con la Banda partigiana "Colleoni". Durante un'azione di sabotaggio si apprestava a far saltare in aria un deposito tedesco di munizioni quando, tradito da un confidente della polizia, fu catturato dai fascisti.
Trasferito a Roma, resistette agli interrogatori e alle torture a via Tasso, davanti ai giudici che lo processavano, mantenne un contegno fermo e dignitoso. Condannato a sette anni di carcere in considerazione della giovane età, fu rinchiuso nel Carcere di Regina Coeli. Fu trucidato il 24 marzo 1944, alle Fosse Ardeatine, con gli altri 334 martiri prelevati dai nazifascisti in seguito all'azione di guerra dei GAP Gruppi di Azione Patrottica a via Rasella.
A Castel Cellesi ad Alberto Cozzi stata intitolata la scuola elemetare. Ad Alberto Cozzi è stata conferita la Medaglia d'oro al valor militare alla memoria:

## Monumenti e luoghi d'interesse
Uno dei motivi d'interesse è il complesso urbanistico di Castel Cellesi, che rispecchia e congela nelle sue diverse soluzioni abitative il proprio tessuto sociale iniziale.
Le forme urbanistiche, delimitate dalle strade, assecondano parzialmente l'andamento del terreno.
La porzione a monte della chiesa di San Girolamo si riduce grosso modo a un triangolo irregolare: raggruppava le abitazioni dei contadini classificate con lettere e numeri progressivi, e con al centro gli edifici e gli spazi parrocchiali, quasi una terza piazza in quanto a luoghi di socializzazione. Ancor più geometriche le due piazze, la piccola e la grande a valle della chiesa parrocchiale, le quali sono riconoscibili in quadrilateri regolari.
- Palazzo Cellesi, residenza dei Conti.
- Monumento ai Caduti, con i nomi dei soldati originari di Castel Cellesi morti in diverse guerre.
- Chiesa di San Girolamo (Castel Cellesi)
- Chiesa del Santo Sepolcro (Castel Cellesi)

Secondo la guida "Teverina: storia, arte, cultura" redatta a cura del Consorzio Teverina, che raggruppa tutti i comuni della zona, l'area tra Castel Cellesi e Celleno è densa di luoghi archeologicamente e storicamente importanti, ma la cui scoperta e rivalutazione e costantemente messa in pericolo dai tombaroli, con ovvie conseguenze per la crescita economica locale.

### Bosco di Carbonara
Si trova sulla strada provinciale Bagnorese, all'altezza del bivio per Castel Cellesi. Fa parte del patrimonio dell'ex Università agraria. Lungo i suoi sentieri, oltre alla fauna e alla flora locali, ci si può imbattere soprattutto in autunno in diverse specie di funghi commestibili. Nella zona sono presenti importanti attività agricole. In passato si sono verificati diversi ritrovamenti archeologici.

### Podere Fara
Si trova lungo la strada provinciale Castel Cellesi, che congiunge l'abitato con la Bagnorese. Il termine Fara indica la sua origine longobarda, ossia altomedievale. I reperti archeologici sono tuttavia frammentari e non consentono alcuna conferma storica. Vicino, all'altezza del bivio con la Bagnorese, si trovano le località contigue di Sterpeti (qualche ritrovamento di età precristiana) e Santa Lucia. Quest'ultima ha rivelato un insediamento probabilmente longobardo di due case e undici tombe rivestite a tufo. Una delle lastre di tufo, appartenente a un barbaro cristiano di nome Unifred, è conservata presso il municipio di Bagnoregio.

### Tamburino
È una località posta a un km a valle del paese. Non è indicata nella toponomastica attuale. Cagiano de Azevedo rinvenne reperti archeologici altomedievali. Si tratta di un sito ancora non sufficientemente esplorato, ma luogo di passaggio e base di bande di briganti. Oltre tale località la natura appare quasi incontaminata.

### La Ferriera
Questa strada non asfaltata, nei pressi della località Pratoleva, conduceva alle rovine del castello di Cuccumelle, dal nome della zona omonima. Le origini medievali del castello si devono alla signoria comitale bagnorese, la distruzione agli Orvietani in guerra con Viterbo. Oggi è meta di scavi abusivi e furti di reperti archeologici.
Poco sotto, verso valle, in mezzo al bosco, è presente una cascatella d'acqua di ruscello - è il Rio Chiaro - alta diversi metri.

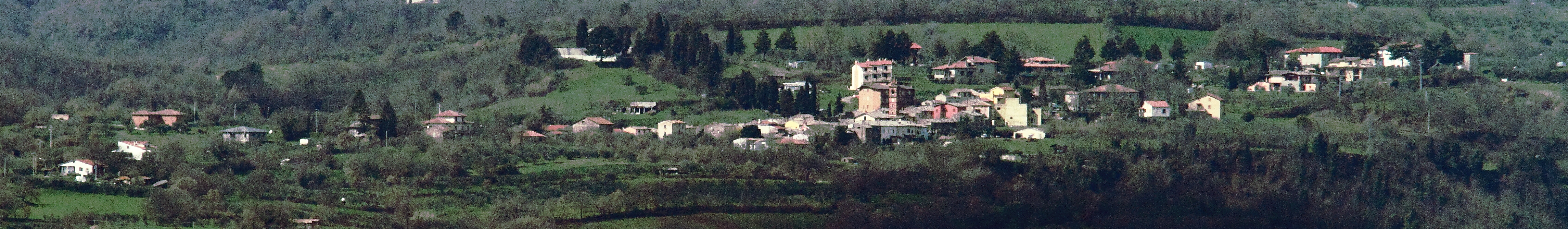
Castel Cellesi vista da Alviano

### La Magione
Più propriamente Magione di Santa Maria in Capita, ovvero Magione (Maison) di Bagnoregio. Zona contigua con Pratoleva. Presenta una chiesa medievale, Santa Maria in Capita, all'interno di una ex proprietà dei Templari. La chiesa è antecedente agli altri edifici. Secondo le deposizioni dei templari ai processi di Viterbo e Lucca, la Magione era un centro di grande importanza per l'Ordine, sede di capitoli provinciali e di distribuzione delle elemosine ai viandanti della Via Francigena, e addirittura degno di ricevere le spoglie mortali di un Gran Precettore d'Italia del Tempio.
Con una lettera a papa Giovanni XXII, tra le prime testimonianze scritte su tale proprietà, il vescovo Simone (1306-1327) di Bagnoregio ne rivendica il possedimento, condannando la decisione di un suo predecessore (Rustico, circa 1159) di venderla oltre un secolo prima ai Templari. La disputa fra il vescovo e gli Ospedalieri, che in gran parte d'Europa avevano ereditato gli edifici templari, si risolse con una divisione: la chiesa, ossia la parte più spiccatamente religiosa, andava data al vescovado, mentre l'Ordine di San Giovanni poteva continuare a detenere la Magione (che ebbe tra i propri commendatori Annibale Caro).
Lo stile quasi romanico della chiesetta, e di un lungo edificio vicino ad essa (forse una sosta per i pellegrini) sono da giudicarsi all'interno di quella stessa Via Francigena che a Castel Cellesi secoli dopo motiverà l'edificazione della Chiesa del Santo Sepolcro. Un secondo edificio, addossato alla chiesetta, probabilmente un convento templare, conserva un'acquasantiera forse di manifattura longobarda.
Poco oltre sorgeva il centro abitato di Castel Fiorentino, di cui però non rimane traccia, e Castel Rocchette oggi trasformato in agriturismo, con parte delle mura antiche, una chiesetta e una residenza signorile, sorto in epoca medievale su un preesistente abitato etrusco-romano.

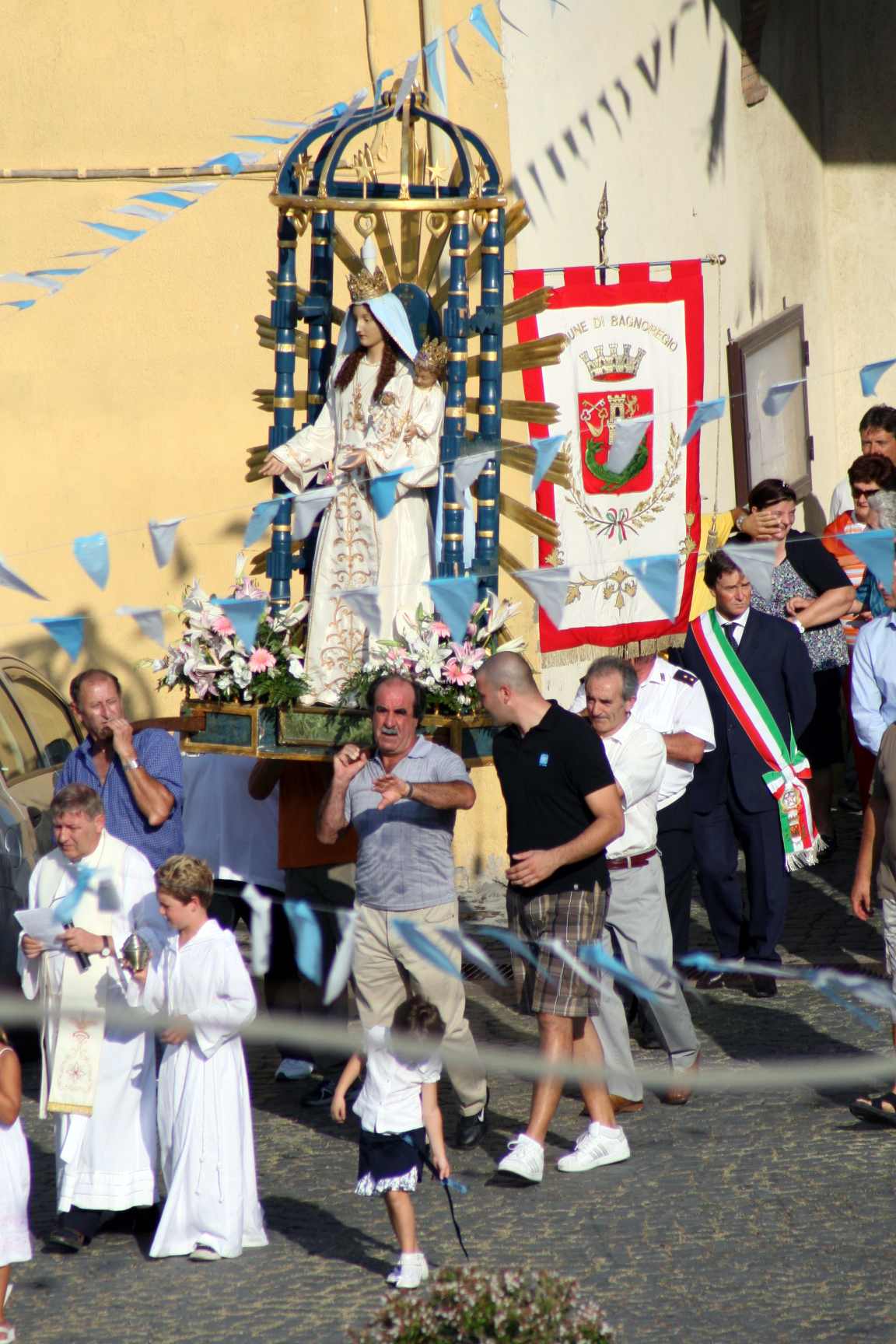
La Processione dell'Assunta del 15 agosto

## Economia
- Agricoltura: vite, olivo e grano le colture principali. Il frazionamento delle proprietà (tipicamente italiano) è a volte eccessivo per un discorso strettamente economico.
- Industria: frantoio nuovo (cooperativa) per la produzione d'olio. Edile e di lavorazione del legname (riscaldamento).
- Servizi: piccola ma significativa ricettività turistica (agriturismo e case in affitto) come base a minor costo per i giri turistici nelle vicine Civita, Orvieto, ecc. Presente un ufficio postale e un negozio alimentari.

## Infrastrutture e trasporti
Una strada, a monte, collega Castel Cellesi alla S.P. Teverina, da cui poi si possono raggiungere la S.S. Cassia, la S.S. Umbro-Casentinese, Viterbo, Montefiascone, Bolsena, Orvieto, ecc. Una seconda strada, a valle, potrebbe collegare il paese con i vicini San Michele in Teverina e Civitella d'Agliano, e quindi l'autostrada A1 in poco più di 20 minuti: tale strada tuttavia è al momento non percorribile.
Sono presenti un Ufficio con funzione di Delegazione Comunale e un Circolo sportivo dilettantistico culturale- A.s.d.c., "I CASTELLANI", sorto il 13 marzo del 2016, grazie all'intervento del Comune di Bagnoregio per iniziativa di privati cittadini. Il circolo, unico punto d'incontro, di ristoro e di aggregazione sociale degli anziani e dei giovani, gestisce un campo di calcio a cinque strutturato anche per il tennis, un campo per le bocce ed un piccolo parco giochi per i bambini e all'interno stesso del Circolo, un piccolo spaccio di prodotti confezionati di prima necessità alimentari e non riservato ai soci, essendo ormai da tempo il paese sprovvisto di un negozio alimentare.
Insistono entrambi all'interno di una ex scuola elementare, dedicata ad Alberto Cozzi (partigiano insignito di medaglia d'oro al valore militare, ucciso alle Fosse Ardeatine il 24 marzo 1944).
Nella zona di Campi Nuovi è presente un campo di calcio regolamentare.
I collegamenti pubblici sono effettuati da e verso Bagnoregio e le altre frazioni bagnoresi dall'azienda di trasporti comunali, la quale nel periodo estivo effettua anche collegamenti con il lago di Bolsena. Il Cotral, ossia l'azienda regionale di trasporti, collega Castel Cellesi lungo la direttrice Teverina con Bagnoregio, Celleno e Viterbo.

## Tradizioni popolari ed eventi
- Festa dell'Assunta. Dal 10 al 16 agosto nella piazza grande e nei dintorni, con spettacoli e attività di varia natura: la sera cena in piazza secondo le tradizionali grigliate di carne (la "ciccia") tipiche delle sagre estive di tutta la Tuscia viterbese. Nella serata finale, a mezzanotte, un'ora circa di spettacoli pirotecnici suggestivi. Da pochi anni, il 10 agosto, sul modello della Macchina di Santa Rosa di Viterbo, processione di una macchina dell'Assunta portata dai facchini.
- Il maggio, piantato nei pressi del frantoio nuovo, simbolo di fertilità di origine plurisecolare e comune a tanta parte dell'Italia appenninica.
- Festa di San Girolamo, il 29 settembre.

## Cultura e associazioni

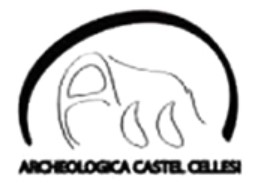
Associazione Archeologica di Castel Cellesi - logo

- Confraternita di Gesù e Maria e del S. Sepolcro (nata il venerdì 2 febbraio 1703, lo stesso giorno della posa della prima pietra della Chiesa; estinta alla fine del 1800)
- Amministrazione Separata Beni e Usi Civici di Castel Cellesi (dal 1931; ex Università Agraria)
- Cooperativa "La Frantoiana" (dal 1956)
- Banda di Castel Cellesi (estinta, ricomposta e poi nuovamente estinta); circolo ACLI (estinto)
- Associazione Archeologica Castel Cellesi
- Circolo A.S.D.C. "I Castellani" aperto il 13 marzo 2016
- Comitato dei Festeggiamenti di Castel Cellesi in onore dell'Assunta: viene rinnovato di anno in anno tramite estrazione a sorte da parte del parroco di Castel Cellesi. Viene eletto un Presidente e un Segretario. Organizza i cinque giorni di festeggiamenti che hanno il loro culmine a Ferragosto, più eventi collaterali durante l'anno, fra cui quelli in onore di San Girolamo (ultimi giorni di settembre).

## Sviluppo demografico
- Dopo il terremoto del 1695 che colpì Civita di Bagnoregio, secondo i dati della Diocesi di Bagnoregio Castel Cellesi contava 186 abitanti e 41 nuclei familiari.[18]

- Al censimento del 1871 risulta che Castel Cellesi avesse 582 abitanti.[14]
- Nel 2006 i residenti erano circa 350, scesi nei quindici anni successivi a circa 120 abitanti.

I cognomi più diffusi a Castel Cellesi sono di origine spesso non viterbese, ma per esempio pistoiese. Tra questi, Centi, Bianchi, Rossi, Ramacciani, Guidobaldi, Artemi, Brugnolini, Melani (che discendono dalla Famiglia Cellesi).

## Altro
- In diversi momenti della sua storia recente, Castel Cellesi come altre località del Viterbese è stata indicata quale luogo ricco di Radon (cancerogeno, presente nel tufo delle costruzioni e del sottosuolo) e Arsenico (velenoso, presente nell'acqua potabile in parti superiori al massimo consentito)[19].
- Da Castel Cellesi è possibile ammirare un panorama quasi a 360º: si va da Montefiascone, che rimane sulla zona del tramonto, a Viterbo con i Monti Cimini, alla valle del Tevere compresa fra Attigliano e il Monte Peglia con ben visibili i paesi del versante umbro (Lugnano in Teverina, Alviano, Guardea, Montecchio, Baschi) e con il Monte Soratte sullo sfondo, fino a una vista suggestiva di Vetriolo con Bagnoregio sullo sfondo.
- Nando Artemi, anziano pensionato di 76 anni, originario di Castel Cellesi, scomparso domenica 15 novembre 2009 dalla casa di riposo "San Raffaele Arcangelo" di Bagnoregio, viene trovato senza vita in circostanze poco chiare vicino al cimitero di Bagnoregio il 18 novembre 2009, dopo tre giorni di estenuanti ricerche da parte di forze dell'ordine, vigili del fuoco e volontari della Protezione Civile. Del caso si era occupata anche la trasmissione “Chi l'ha visto?” su Rai 3.
- Castel Cellesi è comparsa in epoca recente sui giornali suo malgrado, perché paese originario del 1º Maresciallo Tecnico Meccanico di Aeromobile (TMA) della Brigata Aeromobile Friuli Massimiliano Biondini, perito insieme agli altri membri dell'equipaggio di un elicottero Agusta-Bell AB 412 (MILAN 63 B) dell'Esercito Italiano precipitato nella notte del 30-31 maggio 2005 in Iraq.[20]
- Nell'estate 2013 vengono rinvenuti in località Campi Nuovi e riconosciuti da eminenti paleontologi italiani i resti fossili di un esemplare di Elephas antiquus, elefante coevo ai mammut preistorici oggi estinto.[21] Dopo l'iniziale scoperta di alcuni denti lo scavo, parzialmente museato, sta portando alla luce altre parti fossili di un individuo adulto simile a quello viterbese, con la collaborazione del Museo di Paleontologia dell'Università di Firenze.